# 과천시·의왕시
과천시·의왕시는 대한민국의 옛 국회의원 선거구이다. 당시 경기도 과천시와 의왕시 지역을 관할했다.

## 역사
1989년 1월, 시흥군 의왕읍이 의왕시로 승격되었다. 대한민국 제14대 국회의원 선거를 앞두고 과천시와 의왕시 지역을 아우르는 과천시·의왕시 선거구가 기존의 과천시·시흥군 선거구에서 독립하여 신설되었다. 
대한민국 제17대 국회의원 선거를 앞두고 과천시·의왕시 선거구가 의왕시·과천시 선거구로 개편되었다.

## 역대 국회의원
| 선거   | 정당 | 정당       | 의원   |
| ------ | ---- | ---------- | ------ |
| 1992년 |      | 통일국민당 | 박제상 |
| 1996년 |      | 신한국당   | 안상수 |
| 2000년 |      | 한나라당   | 안상수 |

## 역대 선거 결과

### 대한민국 제14대 국회의원 선거
|  | 35.18% |

|  | 31.74% |

|  | 29.11% |

|  | 3.95% |

### 대한민국 제15대 국회의원 선거
|  | 33.80% |

|  | 22.66% |

|  | 18.02% |

|  | 17.36% |

|  | 4.07% |

|  | 4.06% |

### 대한민국 제16대 국회의원 선거
|  | 49.12% |

|  | 37.11% |

|  | 7.96% |

|  | 5.79% |